# Marianne

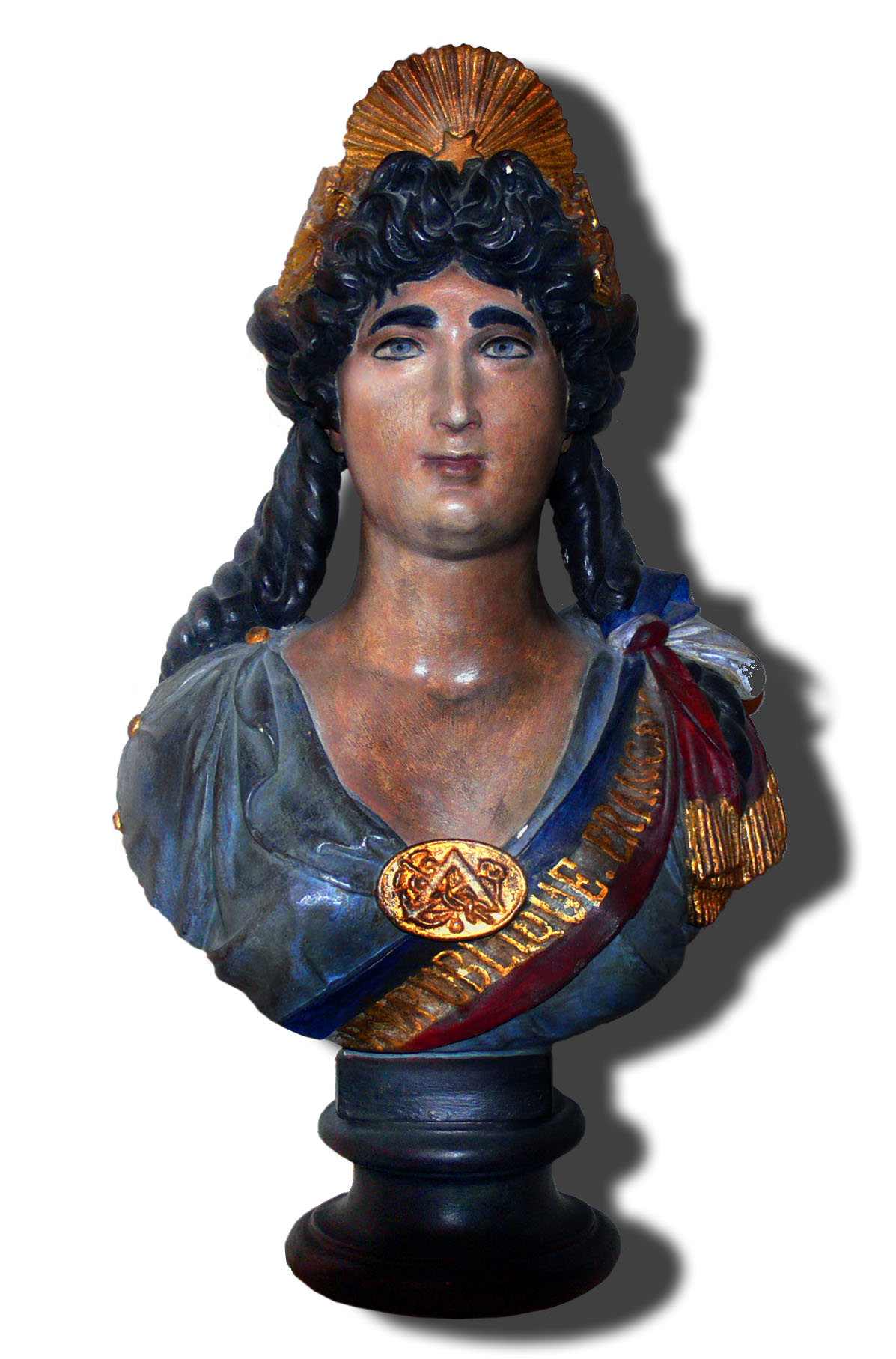
Un bust antic de Marianne, exposat al senat francès. Noteu que està pintada amb colors i que porta diadema

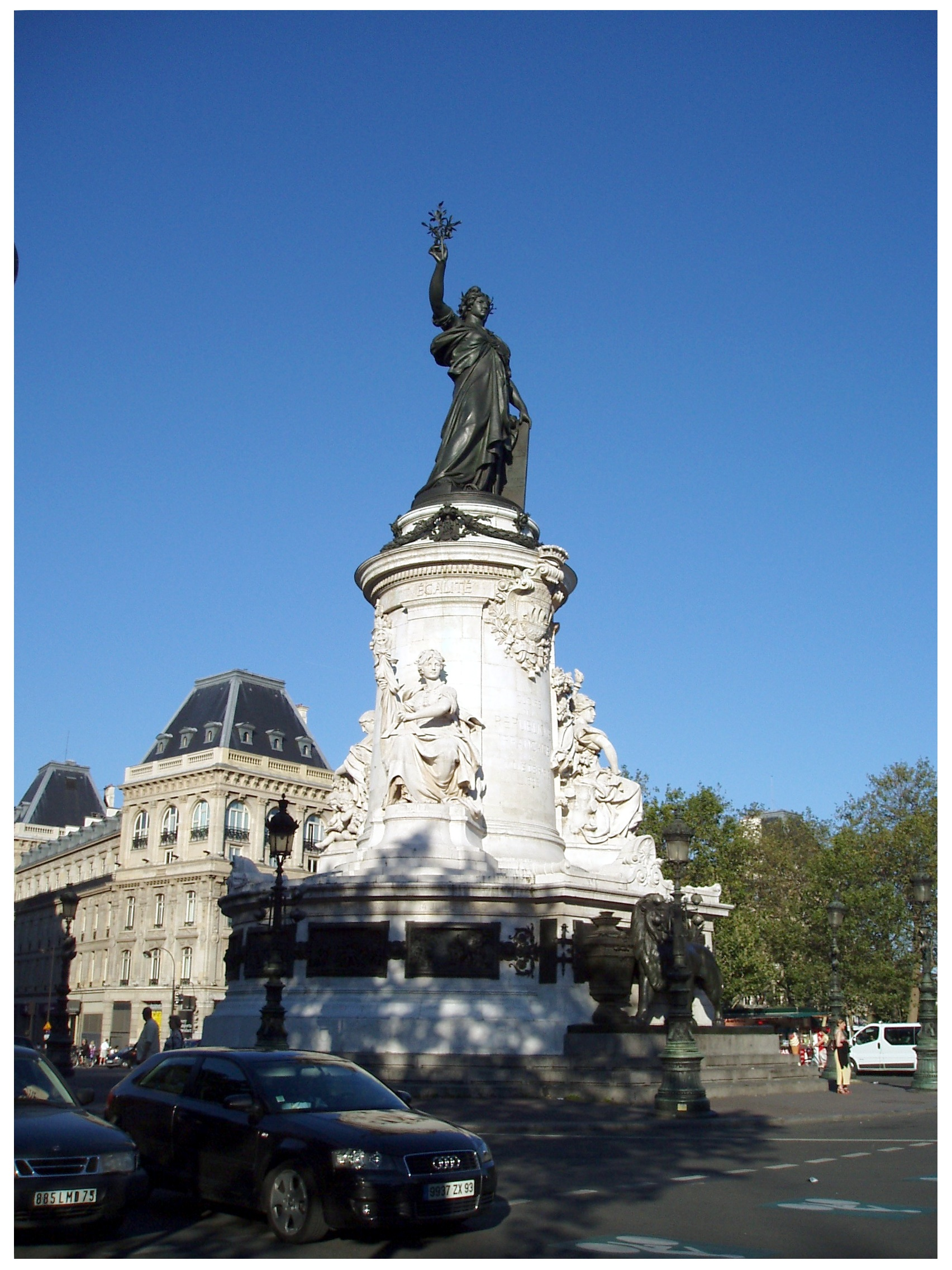
Marianne a la plaça de la República, a París

Marianne és un símbol francès de la República Francesa. És una al·legoria a la mateixa república, a la llibertat, la fraternitat i la igualtat i representa també, en forma d'una noia del poble, els francesos. Se sol representar en forma d'escultura monocroma, sovint només el bust. El seu bust és de presència obligatòria en la majoria d'institucions públiques franceses; als ajuntaments, per exemple, a fora hi ha obligatòriament la bandera i a l'interior, obligatòriament també hi ha d'haver una foto del president actual de la República i un bust de Marianne; el bust és l'únic símbol obligatori a les escoles, etc. L'emblemàtica plaça de la República, a París, està presidida per una estàtua de cos sencer i mida gran de Marianne, i és tradicionalment en aquesta ciutat el punt zero on comencen les vagues i manifestacions.
Marianne és representada com una dona jove tocada amb un barret frigi. Sovint té el cabell no recollit i mostra un o dos pits, tot i que en les versions més pudoroses el pentinat és més cuidat i els pits es cobreixen púdicament amb una camisa escotada, però sovint tenen igualment protagonisme, ja que representen la gosadia i la llibertat, però també el poder de nodrir els seus fills, i amb això el desig d'abundància, la protecció i el futur. Sol portar la roba romàntica del segle xix, faldilla llarga i ampla i una camisa ampla i oberta. Si porta cinturó o cotilla és per donar èmfasi als pits i aportar encara més sensualitat, però no ha de semblar una peça opressora. En versions més classicistes, porta una túnica drapada (amb plecs). En les versions més antigues, solia tenir a més una diadema que mostrés la seva invencibilitat. Per al rostre, s'han usat sovint noies considerades de gran bellesa, moltes vegades desconegudes i properes a l'escultor, per exemple, es considera que la primera model va ser una noia de Sigolsheim (Alsàcia). Però, al segle xx, n'hi ha hagut de famoses (joves, guapes, franceses) que han tingut l'honor de ser preses com a model, algunes n'han estat Brigitte Bardot, Mireille Mathieu, Catherine Deneuve, Laetitia Casta, etc.

## Origen
El barret frigi és molt antic, però va estar reprès pels francesos després de la Revolució francesa com a símbol d'aquesta i del que es va guanyar, de la llibertat i del civisme. És a partir d'aquesta època en què té sentit que el porti Marianne. Alguns pensen que Marianne és simplement "una noia del poble" amb aquest barret, mentre d'altres hi veuen influències i símbols grecs i romans, que haurien estat represos, i d'altres en troben, a més, de francmaçons.
Al llarg del segle xix apareixen imatges, en pintura, gravats i escultura, que poden recordar la Marianne, tot i que encara no tenia aquest nom ni es considerava de manera conscient i oficial un símbol francès. Per exemple, el 1830, Delacroix va pintar La llibertat guiant el poble, en què la protagonista és una noia jove del poble, o mig noia mig al·legoria, per a alguns, que porta la bandera francesa i el barret frigi. Per a molts és la primera Marianne, o una d'elles, i en tot cas en l'actualitat la seva silueta es fa servir com a tal. Però n'hi havia d'altres, per exemple, la mare de Ròmul i Rem que representa Honoré Daumier el 1848; o l'escultura del guerrer -un home, en aquest cas- emprenyat que canta la Marsellesa sobre l'arc del Triomf', creat per François Rude.

### Origen del nom
El nom propi Marianne (Mariana) prové de la unió de Marie (Maria) i Anne (Anna), dos noms propis que per separat eren molt habituals i estesos al segle xviii entre les dones catòliques franceses de totes les classes socials. A la fi del mateix segle, la contracció Marianne estava molt estesa en les classes populars i sobretot es relacionava amb les noies del camp que servien com a criades a les cases burgeses de les grans ciutats.
La utilització d'aquest nom com a símbol de la República s'atribueix a una cançó revolucionària en occità, la Garisou de Marianno (La sanació de Mariana), del poeta Guilaume Lavabre). La cançó, que conta els avatars del nou règim, sembla que va ser escrita en octubre de 1792, només uns dies després de la fundació de la República, i s'entén que és la primera aparició del nom Marianne com a símbol d'aquesta. Però no va ser fins al 1976 que es fes l'associació de la cançó amb el símbol de la República, tot i que ja havia estat mencionada al tresor del Felibrisme de Frédéric Mistral amb anterioritat.
Els aristòcrates antirevolucionaris pensaven que Marianne era un nom massa vulgar i preferien la versió amb el nom compost, Marie Anne, que els semblava amb més classe i més apropiat per a un símbol nacional. Els revolucionaris, en canvi, consideraven que el fet de ser un nom popular i de camp simbolitzava millor el canvi de règim. D'entre ells, cal destacar els revolucionaris occitans, que van contribuir a associar el nom amb l'ideal polític explicat en La garisou de Marianno. Finalment, la decisió d'escollir el nom Marianne va néixer d'un consens tant de partidaris com de detractors de la república, i que ràpidament va tenir acceptació en el poble francès.

## Altres Mariannes
Es diu que la Marianne, símbol de la república francesa, va servir d'inspiració per a crear l'estàtua de la Llibertat, que era un regal francès per l'aniversari de la república dels Estats Units, òbviament sense els atributs francesos ni bel·ligerants. Se sap que per a l'autor la torxa significava que l'estàtua havia de guiar els americans, cosa que pot recordar a alguns, com també la postura i altres detalls, directament la protagonista de la pintura La llibertat guiant el poble.
A França, hi ha una publicació setmanal que es diu Marianne.
La Cinquena República (l'actual), a França, de vegades és anomenada, humorísticament, "Marianne V".